# Pożar buszu w Wiktorii (1939)
Pożar buszu w Wiktorii w 1939, czarny piątek – jeden z najtragiczniejszych pożarów buszu, jakie nawiedziły Australię. Miał on miejsce 13 stycznia 1939 w stanie Wiktoria. W jego wyniku zginęło 71 osób, a 3700 budynków, w tym ponad 1300 domów, uległo zniszczeniu. Spaliło się prawie 20 000 km² (2 miliony hektarów) ziemi: trzy czwarte stanu zostało dotknięte bezpośrednio lub pośrednio tą klęską żywiołową.      

## Warunki pogodowe
W dniach poprzedzających pożar w Melbourne wystąpiły wysokie temperatury sięgające 8 stycznia 43,8 °C, a 10 stycznia odnotowano temperaturę 44,7 °C. W dniu wybuchu pożaru (13 stycznia) zarejestrowano temperaturę 45,6 °C (był to najcieplejszy dzień w Melbourne aż do 7 lutego 2009, kiedy zanotowano temperaturę 46,4 °C).    
Lato na przełomie 1938 i 1939 było gorące i suche. Na początku stycznia wybuchły pożary w wielu miejscach. Następnie, w piątek 13 stycznia, silny wiatr północny spowodował połączenie się frontów kilku pożarów w jeden.

## Skutki
Największe szkody zostały wyrządzone w obszarach górskich, jak również w parku narodowym Great Otway oraz w hrabstwie Yarra Ranges. Pięć miejscowości zostało całkowicie zniszczonych: Hill End, Narbethong, Nayook West, Noojee i Woods Point. Poważne uszkodzenia wystąpiły również w Omeo, Pomonal, Warrandyte (obecnie są to przedmieścia Melbourne) oraz Yarra Glen.
Dla środowiska naturalnego była to wielka klęska ekologiczna, gdyż duże siedliska zwierząt zostały zniszczone. Na niektórych obszarach gleby potrzebowały dekad na odrodzenie się po pożarze oraz przez parę lat wody były skażone. Popiół z pożarów dotarł aż nad Nową Zelandię.